# マルチェロ・マストロヤンニ賞
ヴェネツィア国際映画祭 マルチェロ・マストロヤンニ賞(イタリア語: Premio Marcello Mastroianni)は、ヴェネツィア国際映画祭における新人俳優賞である。イタリアの名優マルチェロ・マストロヤンニが1996年に亡くなったのに伴い、彼の名を取って1998年から創設された。
日本人では2011年に当時19歳の染谷将太、16歳の二階堂ふみが受賞した。

## 歴代受賞者
| 開催年 | 受賞者                                    | 出演作品                                              |
| ------ | ----------------------------------------- | ----------------------------------------------------- |
| 1998年 | ニッコロ・センニ                          | L'albero delle pere                                   |
| 1999年 | ニーナ・プロル                            | Nordrand                                              |
| 2000年 | ミーガン・バーンズ                        | がんばれ、リアム Liam                                 |
| 2001年 | ガエル・ガルシア・ベルナル ディエゴ・ルナ | 天国の口、終りの楽園。 Y tu mamá también              |
| 2002年 | ムン・ソリ                                | オアシス 오아시스                                     |
| 2003年 | ナジャット・ベンサレム                    | ラジャ Raja                                           |
| 2004年 | マルコ・ルイージ トンマーゾ・ラメンギ     | Lavorare con lentezza                                 |
| 2005年 | メノシー・セザール                        | 南へ向かう女たち Vers le sud                          |
| 2006年 | イジルド・ル・ベスコ                      | L'intouchable                                         |
| 2007年 | アフシア・エルジ                          | クスクス粒の秘密 La Graine et le mulet                |
| 2008年 | ジェニファー・ローレンス                  | あの日、欲望の大地で The Burning Plain                |
| 2009年 | ジャスミン・トリンカ                      | Il Grande Sogno                                       |
| 2010年 | ミラ・クニス                              | ブラック・スワン Black Swan                           |
| 2011年 | 染谷将太 二階堂ふみ                       | ヒミズ                                                |
| 2012年 | ファブリツィオ・ファルコ                  | 眠れる美女 È stato il figlio                          |
| 2013年 | タイ・シェリダン                          | Joe                                                   |
| 2014年 | ロメイン・ポール                          | Le dernier coup de marteau                            |
| 2015年 | アブラハム・アッター                      | ビースト・オブ・ノー・ネーション Beasts of No Nation  |
| 2016年 | パウラ・ベーア                            | 婚約者の友人 Frantz                                   |
| 2017年 | チャーリー・プラマー                      | 荒野にて Lean on Pete                                 |
| 2018年 | バイカリ・ガナンバル                      | ナイチンゲール The Nightingale                        |
| 2019年 | トビー・ウォレス                          | ベイビーティース Babyteeth                            |
| 2020年 | Rouhollah Zamani                          | Khoršid / Sun Children                                |
| 2021年 | フィリッポ・スコッティ                    | Hand of God -神の手が触れた日- È stata la mano di Dio |
| 2022年 | テイラー・ラッセル                        | ボーンズ アンド オール Bones and All                  |

## 関連事項
- ベルリン国際映画祭 シューティング・スター賞
- ヴェネツィア国際映画祭 男優賞
- ヴェネツィア国際映画祭 女優賞